# Observatório de Manila
Vista do observatório.
O Observatório de Manila é um instituto de pesquisa sem fins lucrativos localizado no campus da Universidade Ateneo de Manila, na cidade de Quezon, Filipinas. Ele foi fundado pela Companhia de Jesus, comumente conhecido como os jesuítas, sob o nome de  "Observatório Meteorológico do Ateneo Municipal de Manila" em 1865. Posteriormente, foi renomeado para "Observatório Meteorológico de Manila".
O instituto realizou pesquisas de previsão do tempo e atualmente pesquisa fenômenos sísmicos e geomagnéticos, além de radiofísica e física solar.

## História
O instituto foi fundado e liderado pelo jesuíta Frei Federico Faura. Começou a emitir avisos sobre tufões em 1879, e as observações de sismos no ano seguinte. Em 1884, o governo espanhol reconheceu o observatório como a instituição oficial de previsão do tempo nas Filipinas. Iniciou seu serviço de clima em 1885, sismologia em 1887 e astronomia em 1899.
O governo colonial americano estabeleceu-o, em 1901, como um Departamento de Meteorologia das Filipinas, o instituto expandiu-se em meteorologia, astronomia e geomagnetismo. O trabalho do departamento foi interrompido pela Segunda Guerra Mundial. Durante a Batalha de Manila, todos os instrumentos e documentos importantes do birô foram destruídos e ele deixou de funcionar. Uma agência governamental específica (PAGASA) foi estabelecida em seu lugar. O observatório voltou a funcionar no ano de 1951 em Baguio, principalmente para estudos de sismologia e ionosfera. Em 1963, transferiu-se para o campus Loyola Heights da Universidade Ateneo de Manila, onde continua seus estudos em sismologia, geomagnetismo e radiofísica, entre outras áreas de pesquisa.

## Estrutura organizacional
O observatório é composto principalmente por duas unidades, administrativa e de pesquisa. A unidade administrativa é composta principalmente da administração geral, instalações e suprimentos físicos, contabilidade, recursos humanos e. Os programa de pesquisa incluem: assistência às mudanças climáticas, geomática para o desenvolvimento e meio ambiente, instrumentação e tecnologia, sistemas climáticos regionais, dinâmica da Terra Sólida, dinâmica da qualidade do ar e projetos especiais de pesquisa. Os recentes projetos especiais do observatório são: adaptação às mudanças climáticas, gestão do risco de desastres e co-benefícios da mitigação das mudanças climáticas.